# Смит, Джозеф Линдон
Джозеф Линдон Смит (англ. Joseph Lindon Smith; 1863—1950) — американский художник, известный своими работами, посвященными древности, особенно египетским гробницам. Был одним из основателей художественной колонии в Даблине, штат Нью-Гэмпшир.

## Биография
Родился 11 октября 1863 года в городе Потакет, штат Род-Айленд, в семье Генри Смита (англ. Henry Francis Smith), оптового лесопромышленника, и Эммы Смит Гринлиф (англ. Emma Greenleaf Smith).
Родители были заинтересованы в изучении их сыном искусства, и Джозеф обучался в школе бостонского музея изящных искусств. Осенью 1883 года, вместе со своим другом и однокурсником по бостонской школе Фрэнком Бенсоном, Смит приехал в Европу. Они жили на одной квартире в Париже, обучались в Академии Жулиана у Вильяма Бугро, Жюля Жозефа Лефевра и Гюстава Буланже.
Смит провел в Европе несколько лет, путешествуя по Греции и Италии, часто в компании со своим другом, Фрэнком Бенсоном, который написал портрет молодого Смита (1884). Во время одной из экскурсий в Венеции, Джозеф познакомился с Изабеллой Гарднер, которая стала его другом и покровителем.
В 1899 году Смит женился на Коринне Путнэм (1883—1950). На протяжении всей последующей жизни они проводили зимние месяцы в Египте, Азии или Латинской Америке, а летние — в Даблине, Нью-Хэмпшир, на берегу местного озера Dublin Pond.
В 1931 году Джозеф Смит был назначен президентом школы Бостонского музея изящных искусств; также был почетным хранителем египетского отдела музея. Являлся членом бостонских обществ Society of Mural Painters и Copley Society of Boston. Его работы находятся в музеях США, включая Музей Изабеллы Стюарт Гарднер, Бостонский музей изящных искусств, Художественный музей Фитчберга и Музей Фогга.
Умер 18 октября 1950 года. Похоронен на кладбище Dublin Town Cemetery города Даблин, штат Нью-Гэмпшир, вместе с женой.